# 小笠原忠幹
小笠原 忠幹（おがさわら ただよし）は、江戸時代後期の大名。播磨国安志藩の第6代藩主、のち豊前国小倉藩の第9代藩主。忠脩系小笠原家11代・小笠原家宗家10代。安志藩主時代は貞幹（さだよし）と名乗った。安志藩の第5代藩主・小笠原長武の次男。

## 生涯
天保10年（1839年）12月14日、父・長武の死去により、家督を相続し安志藩主となった。天保13年（1842年）10月15日、第12代将軍・徳川家慶に拝謁する。同年11月1日、従五位下・兵部少輔に叙任する。後に信濃守に改める。
万延元年（1860年）11月6日、本家の豊前国小倉藩主・小笠原忠嘉の死去により、末期養子として家督を相続し小倉藩主となった。それにともない、長男の貞孚が安志藩主になった。文久元年（1861年）12月16日、従四位下に昇進し、大膳大夫に改める。後に左京大夫に改める。文久3年、14代将軍・徳川家茂が上洛したときは、その警護を務めている。元治元年（1864年）5月5日、侍従に任官し、左京大夫に改める。
第二次長州征伐中の慶応元年（1865年）、39歳で死去した。小倉藩は次男の忠忱が継いだが、忠忱が幼少のため、忠幹の喪は秘された。死去が公にされたのは、小倉城を自焼し、藩庁を田川郡香春に移した後の慶応3年（1867年）だった。

## 系譜
- 父：小笠原長武（1809年 - 1839年）
- 母：不詳
- 養父：小笠原忠嘉（1839年 - 1860年）
- 正室：小笠原忠固の養女 - 小笠原忠徴の娘
- 継室：柳沢里顕の娘
- 生母不明の子女
  - 長男：小笠原貞孚（1850年 - 1905年）
  - 次男：小笠原忠忱（1862年 - 1897年）
  - 長女：きん - 松平忠興継室
  - 次女：登代子 - 徳川篤守夫人